# 4706 Dennisreuter
4706 Dennisreuter (1988 DR) là một tiểu hành tinh vành đai chính được phát hiện ngày 16 tháng 2 năm 1988 bởi R. Rajamohan ở đài thiên văn Vainu Bappu gần Kavalur, Ấn Độ.